# Understand This
Understand This – trzeci studyjny album amerykańskiego rapera Grand Puby członka Brand Nubian, wydany 23 października 2001 roku, nakładem wytwórni Koch Records.

## Lista utworów
Opracowano na podstawie źródła.
Wszystkie utwory wyprodukował Grand Puba.
| #  | Tytuł                                               |
| -- | --------------------------------------------------- |
| 1  | "Grand Pu"                                          |
| 2  | "All Day"                                           |
| 3  | "Issues"                                            |
| 4  | "What U Gonna Do For Me" (gośc. Tiffany Johnson)    |
| 5  | "Skit 1"                                            |
| 6  | "Don't Lie to Me"                                   |
| 7  | "Skit 2"                                            |
| 8  | "What's Up Wit It" (gośc. Sadat X, Tiffany Johnson) |
| 9  | "Skit 3"                                            |
| 10 | "Dreams"                                            |
| 11 | "Skit 4"                                            |
| 12 | "Understand This"                                   |
| 13 | "Skit 5"                                            |
| 14 | "Baby Mama Drama"                                   |
| 15 | "Up & Down"                                         |
| 16 | "Skit 6"                                            |
| 17 | "What U Want" (gośc. Tiffany Johnson)               |
| 18 | "Keep It Movin'" (gośc. Sadat X, Lord Jamar)        |
| 19 | "Spazz Out 2" (gośc. The Restless)                  |
| 20 | "How Many More"                                     |

## Notowania
Opracowano na podstawie źródła.
| Rok  | Album           | Notowanie | Notowanie | Notowanie       |
| Rok  | Album           | USA 200   | USA R&B   | Top Independent |
| ---- | --------------- | --------- | --------- | --------------- |
| 2001 | Understand This | —         | 32        | 12              |